# Crémant du Jura

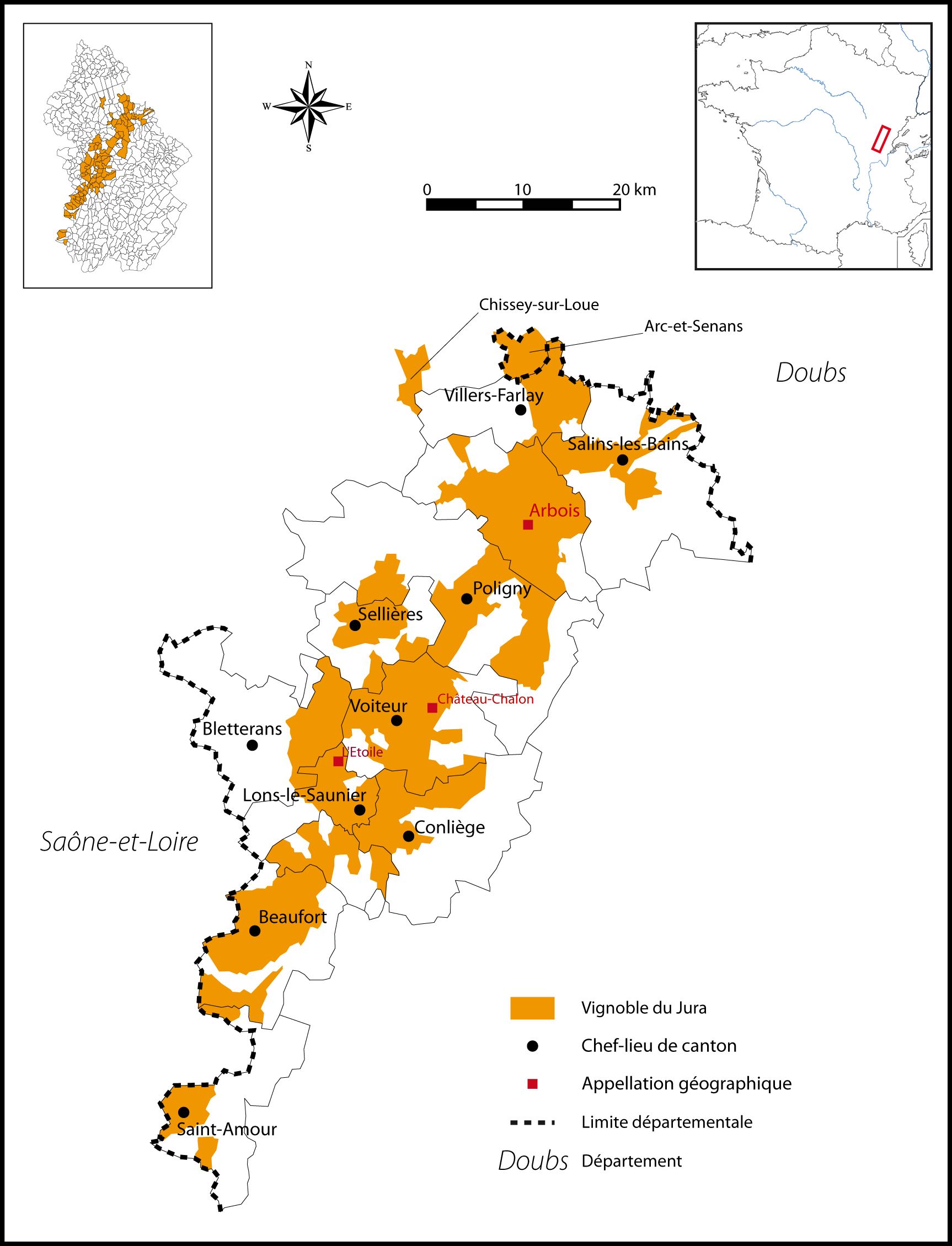
Herkunftsgebiet des Crémant du Jura

Der Crémant du Jura ist ein mit cira 12,5 Volumenprozent eher mittelgewichtiger Schaumwein des Weinbaugebietes Jura. Die weißen Schaumweine der Region zeichnen sich durch ihren gehaltvollen Charakter aus und werden in der Hauptsache aus den Rebsorten Chardonnay (hier auch Melon d’Arbois oder Gamay blanc genannt) und Savagnin verschnitten. Der Anteil des Chardonnay muss dabei mindestens 50 % betragen, liegt aber aufgrund des ausgeprägten Charakters des Savagnin meist bei mindestens 80 %.
Der seltene Crémant du Jura rosé wird aus den Sorten Pinot Noir, Poulsard, Pinot Gris und/oder Trousseau gekeltert. Die verarbeiteten Reben müssen in jedem Fall aus dem Jura kommen.
Aufgrund der Anwendung der klassischen Flaschengärung, das dem Herstellverfahren des Champagner gleicht, wird der Wein als Crémant bezeichnet, ein Indiz für hohe Qualität. Der Begriff Crémant wurde frankreichweit eingeführt, als sich die Weinbauern der Champagne erfolgreich beim Verbot der weltweit gebräuchlichen Bezeichnung Méthode Champenoise zur Charakterisierung der Flaschengärung durchsetzten. Im Vergleich zu einem Champagner ist der Crémant du Jura etwas günstiger, kann allerdings nicht ganz so lange gelagert werden. Der Crémant sollte spätestens vier bis sechs Jahre nach dem Kauf der Flasche bei einer Trinktemperatur von 5 bis 7 °C genossen werden.

## Erntemengen
Obwohl ähnlich hergestellter Schaumwein im Jura schon seit Ende des 19. Jahrhunderts existierten, wurde die AOC Crémant du Jura erst am 9. Oktober 1995 eingeführt. Nach zaghaften Anfängen bis 1997 nahm die gekelterte Menge seither kontinuierlich zu. Im Jahr 2004 wurden insgesamt 15.000 Hektoliter Crémant du Jura bei einer Anbaufläche von 210 Hektar deklariert; das Produktionsvolumen kennt in den letzten Jahren Steigerungsraten von jährlich 20 %.
Der Basisertrag, also die Erntebeschränkung, liegt bei mäßigen 65 Hektoliter/Hektar; ein Betrag, der jahrgangsabhängig noch bis auf max. 78 Hektoliter/Hektar nach oben korrigiert werden kann.
Die Beeren werden meist einige Tage vor der Ernte normaler Stillweine gelesen, da die Grundweine eines Schaumweines über ein kräftiges Säuregerüst verfügen sollten. Der Mindestzuckergehalt des Mosts zum Grundwein muss allerdings mindestens 136 g/l für die weißen Rebsorten und 144 g/l für die roten Sorten betragen (siehe auch den Artikel Mostgewicht).

## Die Sprache des Etiketts

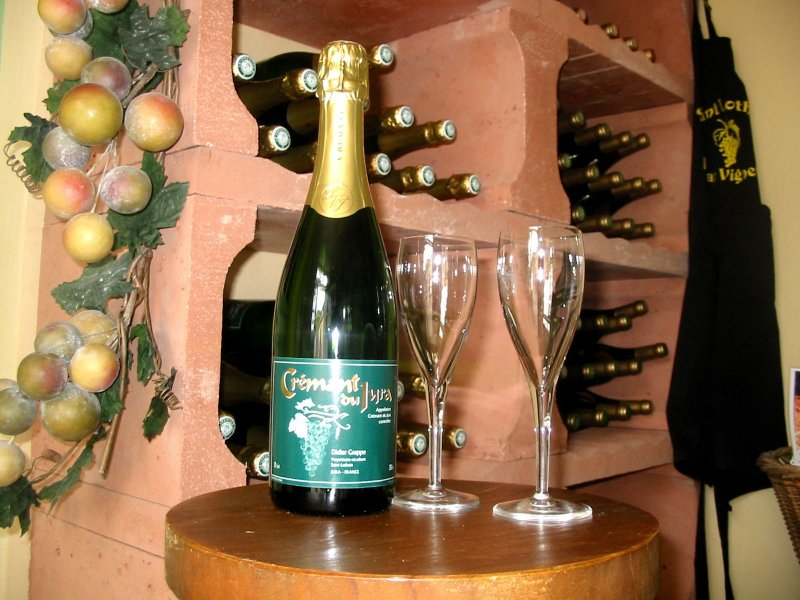
Eine Flasche Crémant du Jura.

Zusätzlich zur Bezeichnung „A.O.C. Crémant du Jura“ können auf dem Etikett noch die Bezeichnungen Blanc de Blancs, Blanc de Noirs, Brut, Millésimé und Rosé aufgeführt werden.
- Der Verweis  „Brut“ deutet auf einen trockenen Ausbau mit einem maximalen Restzuckergehalt von 15 g/l hin.
- Die Bezeichnung  „Millésimé“ deutet auf einen Jahrgangswein hin, das heißt, die Beeren der im Crémant verwendeten Grundweine stammen aus einem Jahrgang.
- Der „Rosé“ wurde zumindest mit einem roten Grundwein, der aus Pinot Noir und/oder Poulsard-Reben gekeltert wurde, verschnitten.